# Heurts divers
Série Anniversaires
Des goûts et des couleurs
(1996) Les Amis de Ninon
(1998)
Pour plus de détails, voir Fiche technique et Distribution.
Heurts divers est un court métrage français réalisé par Éric Rohmer, François Rauscher et Florence Rauscher, de la série Anniversaires, sorti en 1997.

## Fiche technique
- Titre original : Heurts divers
- Réalisation : François Rauscher, Florence Rauscher et Éric Rohmer
- Scénario : François Rauscher, Florence Rauscher et Éric Rohmer
- Photographie : Diane Baratier, assistée de Thierry Faure
- Son : Pascal Ribier
- Montage : Mary Stephen
- Musique : Marc Braudel et Mathieu Davette
- Production : Françoise Etchegaray
- Société de production : Compagnie Éric Rohmer
- Format : couleur — 16 mm — 1,33:1
- Durée : 24 minutes

## Distribution
- François Rauscher : le frère
- Florence Rauscher : la sœur
- Julie Debazac : Sophie
- Laurent Le Doyen : le journaliste
- Jean-Claude Balard : le père
- Pascaline Dargant : la jeune fille
- Laurent Rouquet : l'automobiliste
- Mathieu Davette : le cycliste
- Bethsabée Dreyfus : la cycliste